# Peperomia nivalis
Peperomia nivalis es una especie de planta con flores de la familia Piperaceae, nativa de Perú. En ocasiones cultivada como planta ornamental.

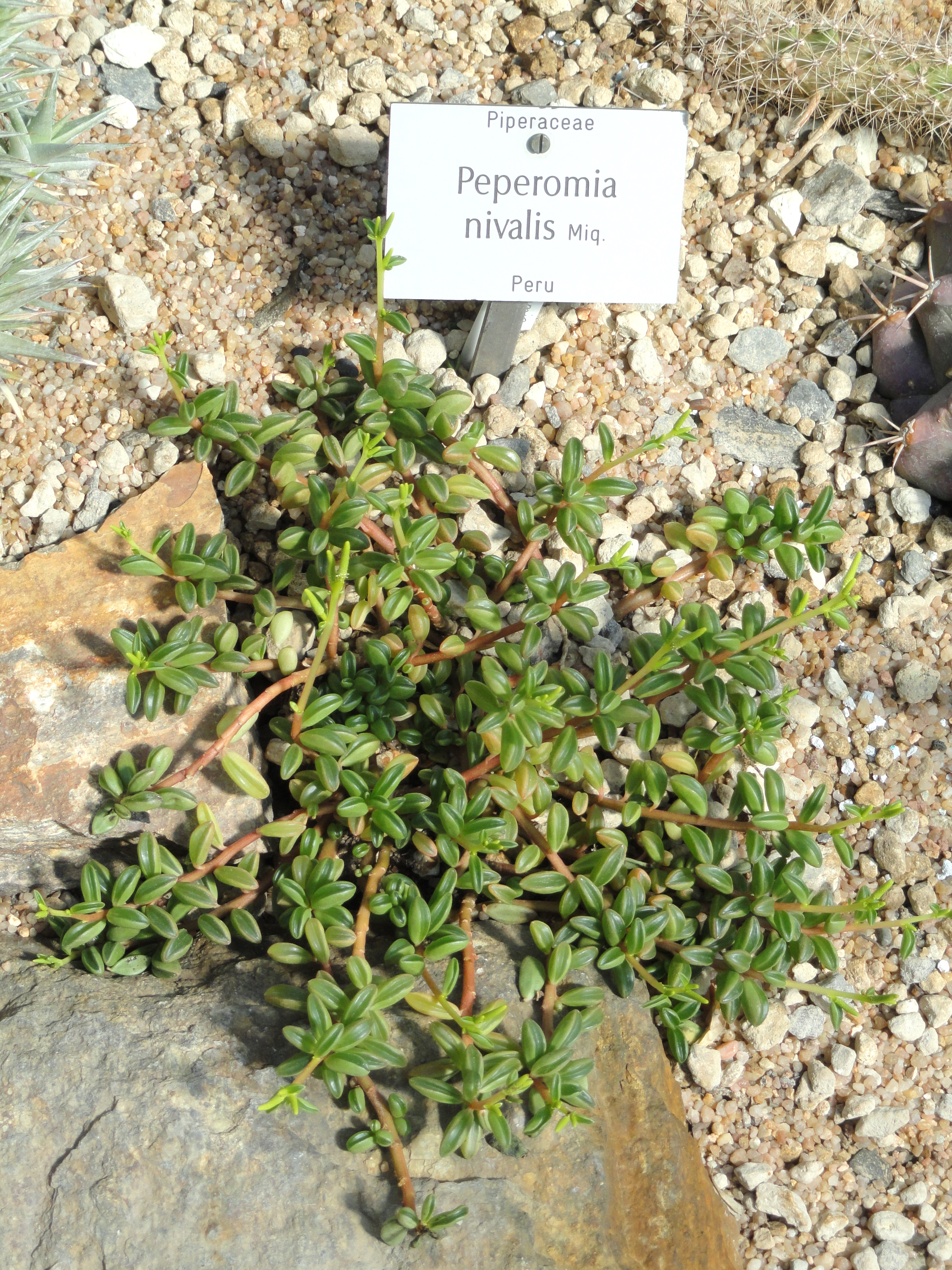